# Буфет (предприятие)
Буфе́т — предприятие общественного питания, расположенное в жилых или общественных зданиях, реализующее ограниченный ассортимент продукции из полуфабрикатов высокой степени готовности, холодные блюда, закуски, горячие, сладкие блюда несложного изготовления, мучные кулинарные, булочные и кондитерские изделия, а также покупные товары с возможностью съесть их непосредственно в месте приобретения.
В России деятельность буфетов и минимальные требования к ним регламентируются ГОСТом 30389-2013 «Услуги общественного питания. Предприятия общественного питания. Классификация и общие требования», сходная регламентация использовалась и в Советском Союзе. Прямого аналога такому классу предприятий питания за пределами постсоветского пространства нет, во многих иностранных языках подобное слово (например, англ. buffet) означает не предприятие общественного питания типа кафе, бистро, а способ организации питания, при котором клиенты сами выбирают еду и напитки из ассортимента (в русском языке такому понятию близки фуршет и шведский стол).
Буфет состоит из зала, производственных и подсобных помещений. В зале должно быть организовано рабочее место для буфетчика, установлены столы с гигиеническим покрытием для питания. Оборудование этажного буфета и организация труда буфетчика аналогичные оборудованию и организации труда внешних буфетов. Этажные буфеты с помощью служебных лифтов, подъемников, должны иметь удобную связь с составом и производством ресторана, обеспечивает их бесперебойную работу.

## Разновидности буфетов
Согласно ГОСТ 30389—2013 буфеты различают:
- по месторасположению: в жилых, промышленных и общественных зданиях, по месту работы, учёбы, в культурно-развлекательных и спортивных объектах (театрах, кинотеатрах, стадионах и прочее), в гостиницах, на вокзалах, пристанях, в аэропортах, при столовых и т. д.
- по составу и назначению помещений: стационарные и передвижные (автобуфет, купе-буфет, буфеты на морских и речных судах и т. п.)
- по времени функционирования: постоянно действующие и сезонные.

По требованию ст. 22-223 Трудового кодекса на работодателя вне зависимо от форм собственности, возлагается обязанность в организации комнаты для приёма пищи (столовая или буфетная). Для медицинских учреждений, это требование также предписывает СанПиН 2.1.3.2630-10 «О санитарно-эпидемиологических требованиях к организациям, осуществляющим медицинскую деятельность». Пункт 2.52 СНиП 2.09.04-87 предписывает создание на территории организаций комнаты для приема пищи площадью не менее 12 м². При этом возможность для организации помещения для приема пищи предусмотрена только при количестве работающих в одну смену не более 30 человек, а при большем количестве работников необходимо наличие столовой. При числе работающих до 10 чел в смену, предусматривается создание дополнительного места площадью 6 м для установки стола для приема пищи.

## Требования к буфетам
Согласно нормативным документам буфет должен удовлетворять следующим минимальным требованиям:
- иметь вывеску;
- быть оборудованным туалетом с раковиной;
- иметь систему вентиляции;
- быть оборудованным столами для приёма пищи стоя и/или сидя;
- иметь буфетную стойку;
- допускается использование посуды из фаянса, полимерных материалов (в том числе одноразовой);
- предоставлять клиентам бумажные салфетки;
- быть оборудованным меню и ценниками блюд.

## История
В Советском Союзе буфеты, как правило, являлись не самостоятельными предприятиями, а филиалами столовых или ресторанов. Буфеты торговали в основном закусками и готовыми горячими блюдами, которые поставлялись головной организацией. Буфеты создавались при заводах, театрах, учебных заведениях, вокзалах, кинотеатрах и т. д.
Как и прочие организации общественного питания, буфеты подразделялись на категории в зависимости от своего расположения, оснащения, условий работы:
- I категория — буфеты при ресторанах, театрах, железнодорожных станциях
- II категория — общедоступные буфеты
- III категория — буфеты на промышленных предприятиях и в учебных заведениях.

Кроме категорий буфеты подразделялись в зависимости от суммы оборота на три разряда. Разряд присваивался раз в год по результатам истекшего периода и влиял на величину цен и зарплаты персонала.